# Eduardo Casanova (Schriftsteller)
Eduardo Casanova Sucre (* 12. Dezember 1939 in Caracas, Venezuela) ist ein venezolanischer Schriftsteller, Dramatiker und Rechtsanwalt.

## Leben
Eduardo Casanova kam am 12. Dezember 1939 als Sohn des Straßenbauingenieurs Poncho Casanova und seiner Frau Carlota Sucre Urbaneja in Caracas zur Welt. Er wuchs in den Städten Tinaquillo, Barquisimeto, Maracay und Ciudad Bolívar auf. Ende 1948 ließ er sich in Caracas nieder.
Ab 1953 besuchte er die von Rafael Vegas gegründete Schule Colegio Santiago de León in Caracas. Im selben Jahr schrieb er die mit Musik von Antonio Laura untermalte Hymne auf die Schule und gewann damit einen an der Schule ausgeschriebenen Wettbewerb. Aus diesen Jahren datieren auch seine ersten Publikationen, von denen manche in der Schülerzeitung, andere in Hontanar, einer von jungen Intellektuellen 1956 gegründeten Zeitschrift, und in der Tageszeitung El Nacional erschienen. Casanova studierte Jura an der Universidad Central de Venezuela und Gesellschaftswissenschaften an der Universidad de Buenos Aires.
1957 arbeitete er als Reporter und Redakteur der Zeitschrift 'Momento'. Am 14. Dezember 1961 heiratete er Natalia López Arocha.
Nach Teilnahme an der Wahlkampagne des Präsidentschaftskandidaten und Schriftstellers Arturo Uslar Pietri und nach Gründung der Wochenzeitung El Sol trat er in den diplomatischen Dienst ein und ging als Botschaftssekretär an die Venezolanische Botschaft in Argentinien. Vier Jahre später wurde er zum 1. Sekretär befördert und an die venezolanische Vertretung in Dänemark entsandt, der damals dort amtierende Botschafter war Vicente Gerbasi, einer der bekanntesten venezolanischen Dichter und Casanovas Freund, über den er später die Biografie El viajero, el insomne (2014) schrieb. Ende 1970 kehrte Casanova nach Venezuela zurück.
Im Dezember 1972 veröffentlichte er seinen ersten Roman Los caballos de la cólera, der nicht nur seitens der venezolanischen Literaturkritiker, sondern in der gesamten spanischsprachigen Welt großen Zuspruch fand. Mit seinem zweiten Roman, La agonía del Macho Luna, gewann er 1974 den Premio Barral. Im selben Jahr war er bis zu seiner Rückkehr in den diplomatischen Dienst Politischer Direktor und Generalinspekteur der Regierung des Föderaldistrikts. Im selben Jahr gründete er in Caracas die Kunst- und Kulturstiftung Fundarte. Von 1975 bis 1978 wirkte er als venezolanischer Botschafter in Dänemark. 1979 zog er nach Maracay, knüpfte Kontakt zur Zeitschrift Umbra mit und gründete mit dem Leiter dieses Blatts, dem Dichter Alberto Hernández, ein Kulturzentrum.
1984 wurde er Vorsitzender von Fundarte, Assessor des Kultusministers und ab Juli Direktor des Centro de Estudios Latinoamericanos Rómulo Gallegos (CELARG), das 1985 in die Stiftung CELARG umgewandelt wurde, deren erster Präsident er war. 1989 wurde er Abteilungsleiter der Kulturabteilung des Außenministeriums, 1991 ging er als Botschafter in die Volksrepublik China. Seine Pensionierung erfolgte 1994.
Im Laufe seines Lebens veröffentlichte er etliche Bücher unterschiedlicher Gattungen und zahlreiche Zeitungsartikel. Seine Werke beschäftigen sich unter anderem auch mit der Politik und mit der Geschichte Venezuelas. So handelt etwa sein 2004 veröffentlichter Roman La última muerte de Simón el triste von den letzten Stunden des Nationalhelden Simón Bolívars.   Von 2001 bis 2005 lebte er in Mérida (Venezuela), 2005 ließ er sich in Caraballeda, im Staat Vargas, Venezuela, nieder. Von 1999 bis 2001 war er Präsident des Venezolanischen Schriftstellerverbandes (Círculo de Escritores de Venezuela), danach Mitglied des Beirates.  und Vize-Präsident des PEN-Club in Venezuela. Für sein Erzählwerk erhielt er 2000 den Premio Guillermo Meneses, im selben Jahr die Puschkin-Medaille der Russischen Föderation sowie den aus Anlass des zum 250. Geburtstag von Francisco de Miranda ausgelobten Premio de Dramaturgia.

## Werke
- 1972: Los caballos de la cólera, Roman, Monte Ávila Editores, Caracas.
- 1974: La agonía del Macho Luna, Roman, Monte Ávila Editores, Caracas.
- 1975: La región desapacible, Erzählungen, Ediciones En La Raya, Caracas.
- 1975: Hacia la noche, Roman, Editorial Planeta, Barcelona, España.
- 1977: Ideas para un Ministerio de Cultura, Essay, Bording, Copenhague, Dinamarca.
- 1978: Caracas, dividir para gobernar, Essay, Cruz del Sur, Caracas.
- 1985: El Arca de Daniel, Roman, Editorial Panapo, Caracas.
- 1987: Las Bejarano, Komödie, Cruz del Sur, Caracas.
- 1988: Las alegres campanas de la muerte, Cruz del Sur, Caracas. ISBN 980-6196-00-7
- 1991: La narrativa latinoamericana, Essay, Ministerio de Relaciones Exteriores, Caracas. ISBN 980-225-039-2
- 1991: Las trampas de la luz: Caracas 1986-1990, Poesie, Signo Contemporáneo, Caracas. ISBN 980-07-0367-5
- 1991: La noche de Abel, Roman, Monte Ávila Editores, Caracas. ISBN 980-01-0379-1
- 1993: Lento laberinto de temor (Cuarteto en Sol), Roman, Editorial Actum, Caracas. ISBN 980-6354-00-1
- 1993: Corazón de dinosaurio (Cuarteto en Sol), Roman, Editorial Actum, Caracas. ISBN 980-6354-02-8
- 1993: Contra Natura (Cuarteto en Sol), Roman, Editorial Actum, Caracas. ISBN 980-6354-03-6
- 1993: La muerte del novelista (Cuarteto en Sol), Roman, Editorial Actum, Caracas. ISBN 980-6354-04-4
- 1994: El señor de la montaña, Roman, Editorial Actum, Caracas. ISBN 980-6354-06-0
- 1998: Los cantos del Libertador, Poesie, Ediciones Giluz, Caracas, Venezuela. ISBN 980-369-031-0
- 2000: El solo de Saxofón, Círculo de Escritores de Venezuela, Caracas. ISBN 980-383-002-3
- 2004: En los días de Bolívar, Essay, Universidad Metropolitana, Caracas, Venezuela.
- 2004: La última muerte de Simón el triste, Roman, Editorial Actum, Caracas, Venezuela.
- 2014: El viajero, el insomne. Una biografía de Vicente Gerbasi., Biographie, Editorial Equinoccio, Caracas, ISBN 980-237-364-8

### Theaterstücke
- 1962 Barrabasalia. (zusammen mit Arturo Uslar Braun)
- 1977 El solo de Saxofón. Komödie
- 1987 Las Bejarano., (mit Musik von Luis Morales Bance)
- 2000 El Quijote cuerdo. Drama
- 2009 Chirimoya Flat. Komödie